# Otto Vaupell

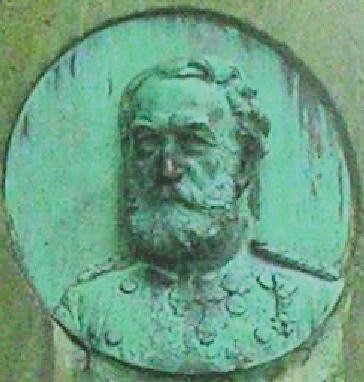
Otto Vaupell, Platte im Gedenkstein

Otto Frederik Vaupell (* 1823 in Kolding, Dänemark; † 1899) war ein dänischer Oberst und Militärhistoriker.
Zum Gedenken an Otto Vaupells Verdienste 1848–50 und 1864 befindet sich ein Denkmal am Schloss Koldinghus mit der Inschrift Sit løfte har han holdt.

## Schriften
- Den danske og norske Hærs Historie indtil 1814-. Kopenhagen 1872–1876 (dort u. a. die Geschichte des holsteinischen Reiterregiments) (Digitalisat).
- Kampen for Sønderjylland Krigene 1848–50 og 1864. 1888.

| Personendaten    | Personendaten                          |
| ---------------- | -------------------------------------- |
| NAME             | Vaupell, Otto                          |
| ALTERNATIVNAMEN  | Vaupell, Otto Frederick                |
| KURZBESCHREIBUNG | dänischer Oberst und Militärhistoriker |
| GEBURTSDATUM     | 1823                                   |
| GEBURTSORT       | Kolding, Dänemark                      |
| STERBEDATUM      | 1899                                   |